# Борис Рогволодович (князь Друцкий)

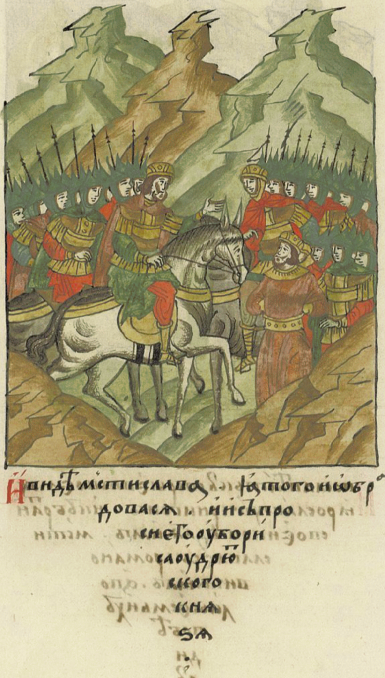
Олег Святославич и Борис Друцкий с пленным Мстиславом Старым

Борис Рогволодович — князь Друцкий в 1180-х — не ранее 1196, из рода Полоцких князей, сын князя Роговолода Борисовича.
Упоминается в летописи 1196, когда в союзе с черниговцами и вместе с князем Васильком Володаревичем участвовал в походе на Витебск, зависимый в то время от Смоленска. Борис отличился в битве, окончившейся разгромом смоленской армии. Ударив смолян в тыл, взял в плен командовавшего ими князя Мстислава Романовича и передал его князю черниговскому по его просьбе. По мнению Н. Ермаловича, то, что Борис действовал в союзе с полочанами, свидетельствует о возвращении Друцка в 1180 под влияние Полоцка.
Н. Ермолович «Древняя Беларусь: Полоцкий и Новогородский периоды» (1990) (2-е издание)